# Киреев, Роман Николаевич
Рома́н Никола́евич Кире́ев (род. 14 февраля 1987, Бишкуль, Северо-Казахстанская область) — казахстанский велогонщик. 22 августа 2011 года принял решение завершить карьеру из-за травмы спины.

## Достижения
2004
 Юношеские Азиатские игры — групповая гонка
 Юношеские Азиатские игры — индивидуальная гонка
2005
3-й Джиро ди Тоскана U19
2006
 Чемпионат Казахстана — групповая гонка U23
2008
3-й Чемпионат Казахстана — индивидуальная гонка
2009
2-й Чемпионат Казахстана — индивидуальная гонка
2010
2-й Чемпионат Казахстана — индивидуальная гонка

## Рейтинги
| Год               | 2006 |
| ----------------- | ---- |
| Азиатский тур UCI | 46-й |
|                   |      |
| Источник: UCI     |      |